# 외트뵈시 로란드 대학교

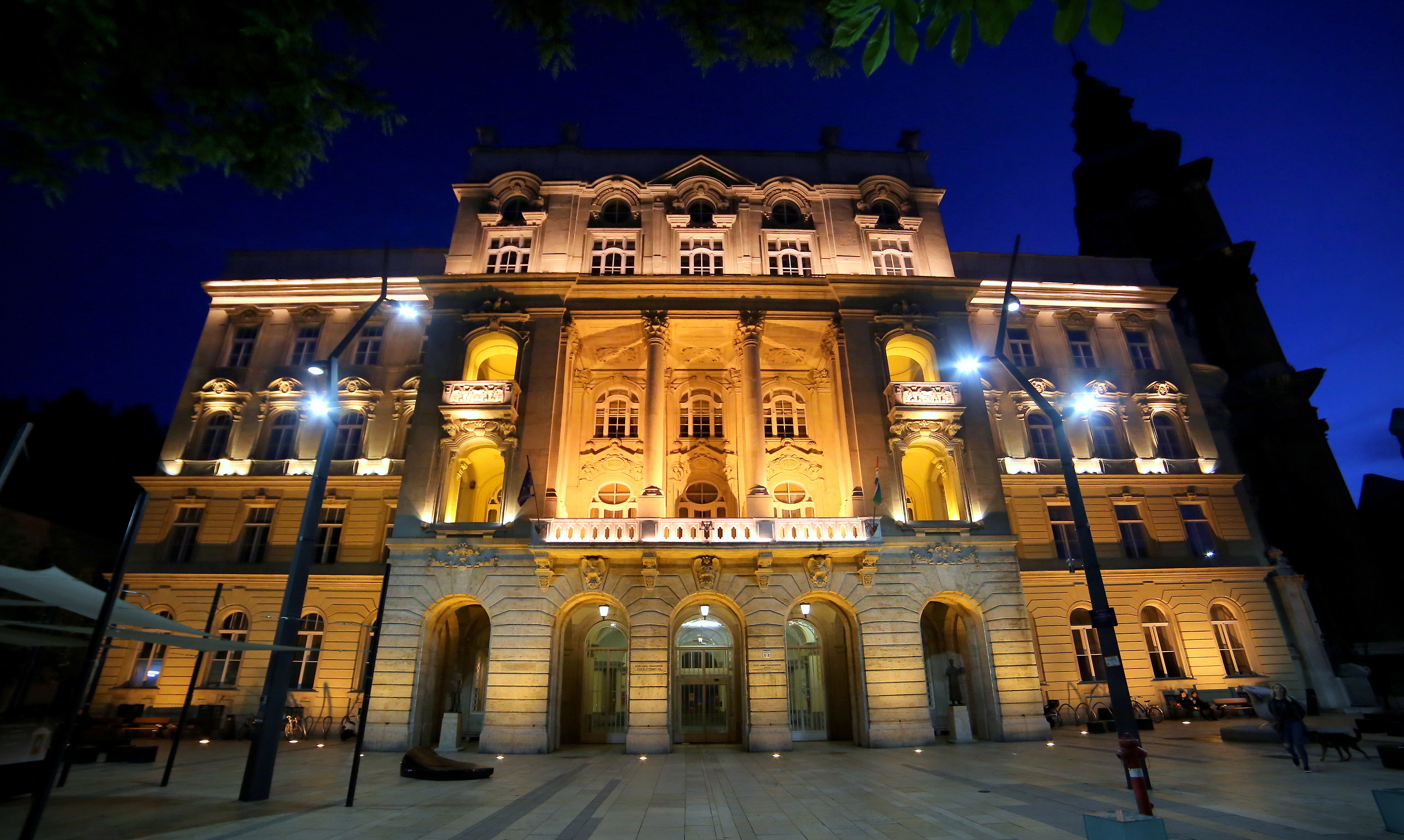

외트뵈시 로란드 대학교(헝가리어: Eötvös Loránd Tudományegyetem) 또는 엘테대학교(ELTE)는 헝가리 부다페스트에 있는 공립 대학교이다. 예전에는 부다페스트 대학교라고 알려져 있었다.

## 동문
- 보로시 페테르 - 전 총리

## 같이 보기
- 위트레흐트 네트워크